# 瑞士弟兄会
瑞士弟兄会(Swiss Brethren)最初是一个跟随着乌尔里克·温格利和苏黎世激进新教改革派的组织，但是后来以再洗礼派的运动组织而闻名。

## 历史
在1525年，经过费利克斯·曼兹、康拉德·格列伯、乔治·布劳罗克和其他人的改进，成为一个排斥婴儿浸礼并且宣扬瑞士弟兄会才是真正基督教的新组织。随着组织扩散到了整个苏黎世乃至整个瑞士，它的追随者都成为了著名的弟兄会成员。
瑞士弟兄会感觉到慈运理的改革发展的不够快。拒绝幼儿洗礼成为了瑞士弟兄会和其他改革派的区分。在唯一圣经（sola scriptura）的基础上，瑞士弟兄会提出由于圣经并没有提及过婴儿浸礼，所以它并不应该被教会施行的声明。随后，这做法被胡尔德莱斯·慈运理驳斥。因此,出现了一个公众的辩论,判定了慈运理的观点是正确的。这使得瑞士弟兄会具体化了，并且因此导致他们对其他所有宗教改革者进行如同对天主教一样的迫害。缘于当局的迫害，许多受洗礼派离开了瑞士到邻国去了。
瑞士弟兄会成名于1693年门诺会一个由于在雅各·阿曼和汉斯·赖斯特（Hans Reist）两组之间的分歧而导致的分裂。许多在法国，南德意志，荷兰和北美的门诺会教徒和阿米什人一样起源于瑞士弟兄会。
今天的瑞士门诺联合会就可以追溯到瑞士弟兄会。